# 132524 APL
132524 APL (132524 APL) — астероїд головного поясу, відкритий 9 травня 2002 року.
Тіссеранів параметр щодо Юпітера — 3,356.

## Дослідження
13 червня 2006 космічний апарат New Horizons пролетів на відстані 110 тис.км від астероїда та передав фото астероїда на Землю. 